# Beauty (film, 1970)
Pour les articles homonymes, voir Beauty.
Pour plus de détails, voir Fiche technique et Distribution.
Beauty (De schoonheid) est un court-métrage néerlandais réalisé par Johan van der Keuken en 1970. Le cinéaste explore dans ce film ses thèmes récurrents, la violence et la perception de la réalité,.

## Synopsis
Le monde onirique d'un espion fasciste, Beauty. Le cinéaste joue avec la trame classique des séries noires, pour mieux la détourner. En voulant imposer un ordre uniforme et rigide, Beauty finira par se détruire lui-même.

## Fiche technique
- Titre original : Beauty
- Réalisation : Johan van der Keuken
- Prise de vue : Johan van der Keuken
- Montage : Dick Visser
- Musique : Willem Breuker
- Mixage : Peter Vink
- Pays :  Pays-Bas
- Genre : film documentaire
- Durée : 22 minutes

## Distribution
- Santiago : Beauty

## Réception critique
- Le montage du film est caractéristique du travail de Johan van der Keuken. Le réalisateur et critique Thierry Nouel décrit ainsi le sentiment exprimé par ces raccords de plans atypiques :

« C'est le montage de Beauty, ou les travellings du Temps, qui nous embarquent dans des associations insensées. Ces sauts, rompant les cloisonnements prévisibles, déclenchent des excitations physico-mentales extrêmes. Nous sommes projetés dans des états où se mêlent lucidité, vision et extase. Le cinéma est rendu à son essence et l'art rapproché de son but: une redécouverte du réel. »

« Beauty que l'on peut regarder comme une tentative de déconstruction de la narration par la fiction. »

— Jean-Paul Fargier, Cahiers du cinéma, n°289, juin 1978